# Ficus de cautxú
El ficus de cautxú, Ficus elastica, és una espècie de planta del gènere de la figuera (Ficus). És una planta nativa del nord-est de l'Índia, Nepal, Bhutan, Myanmar, Xina (Yunnan), Malàisia, i Indonèsia.

## Descripció

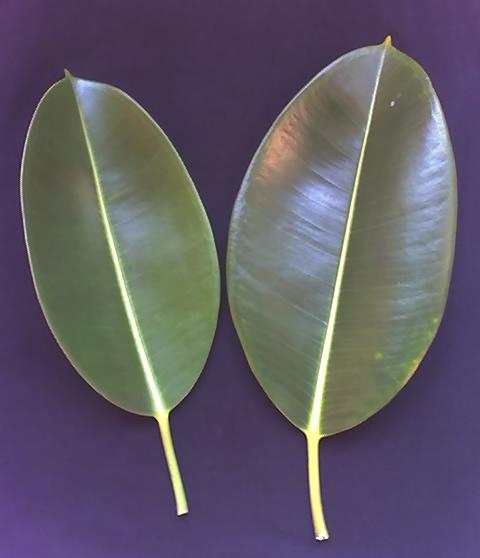
Fulles de Ficus elastica

És un gran arbre dins del grup del banià que fa de 30 a 40 m d'alçada un gran tronc d'uns 2 metres de diàmetre. El tronc desenvolupa arrels aèries. Les seves fulles són ovals i brillants de 10 a 35 cm de llargada i tenen forma acuminada. Com en altres espècies de figueres els cal unes espècies de petites vespes per a ser pol·linitzades.
El fruit és un petit siconi oval de color verd groguenc d'un cm de llargada no gaire comestible i només té una sola llavor viable.
Ficus elastica es considera una planta ornamental que pot viure a l'exterior en zones sense glaçades i com planta d'interior en altres llocs. Hi ha cultivars amb fulles variegades.

## Làtex
Ficus elastica proporciona un làtex de color blanc però verinosa mortalment si s'ingereix que antigament servia per fer cautxú que actualment es fa principalment amb l'arbre Hevea brasiliensis mentre els antics pobles precolombins de mesoamèrica utilitzaven altres arbres com l'anomenat Castilla elastica.

## Galeria

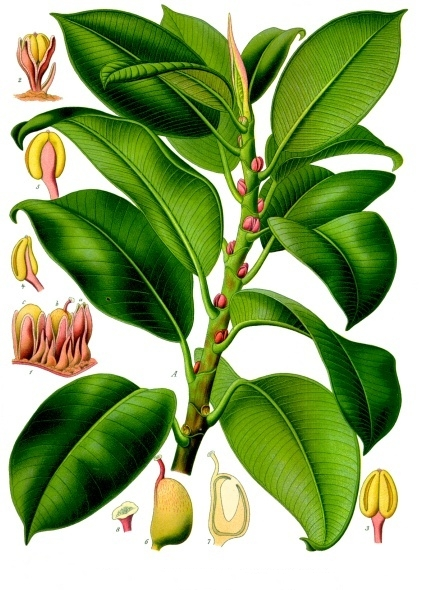
Il·lustració de Köhler (1887)
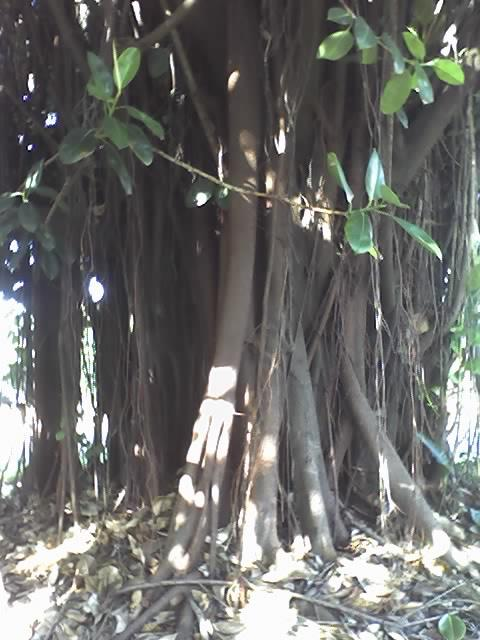
Tija de Ficus elastica
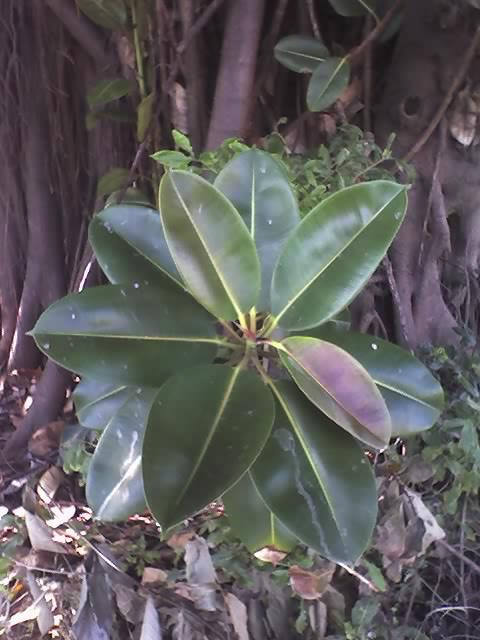
<fulles i tija
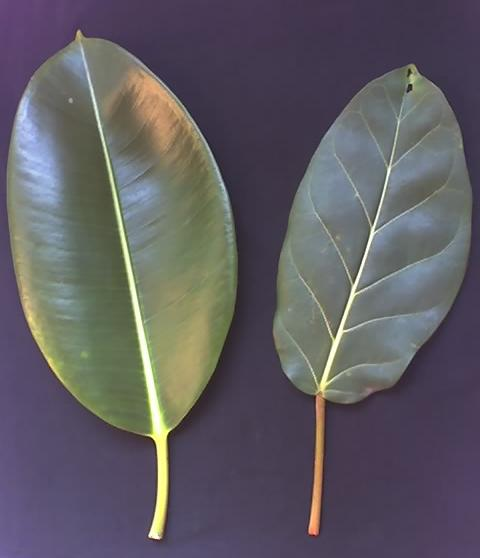
<fulla de Ficus elastica comparada amb la de Ficus lutea que és a la dreta
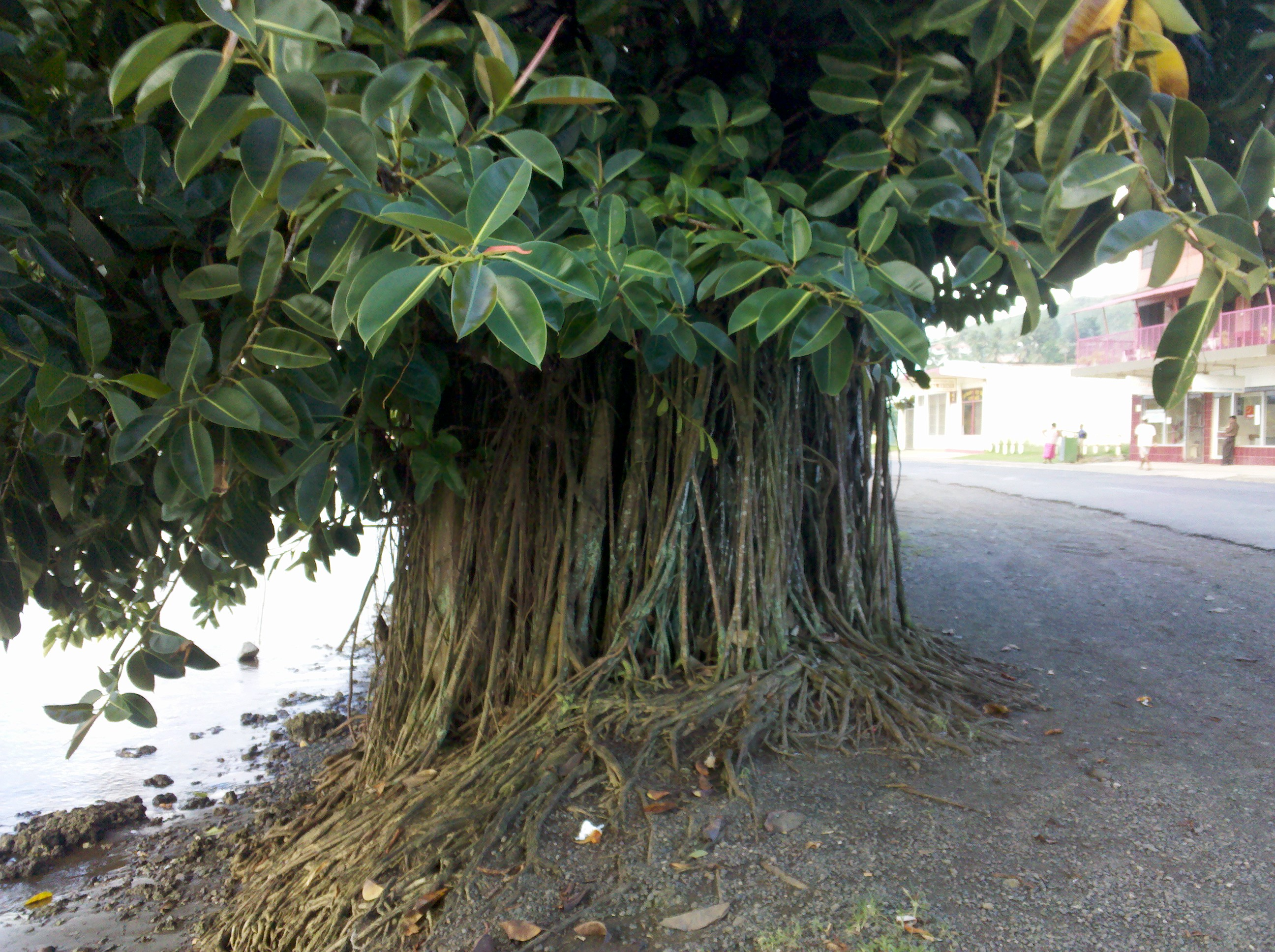
Ficus elastica prop de Savusavu, Fiji, molt esporgada.
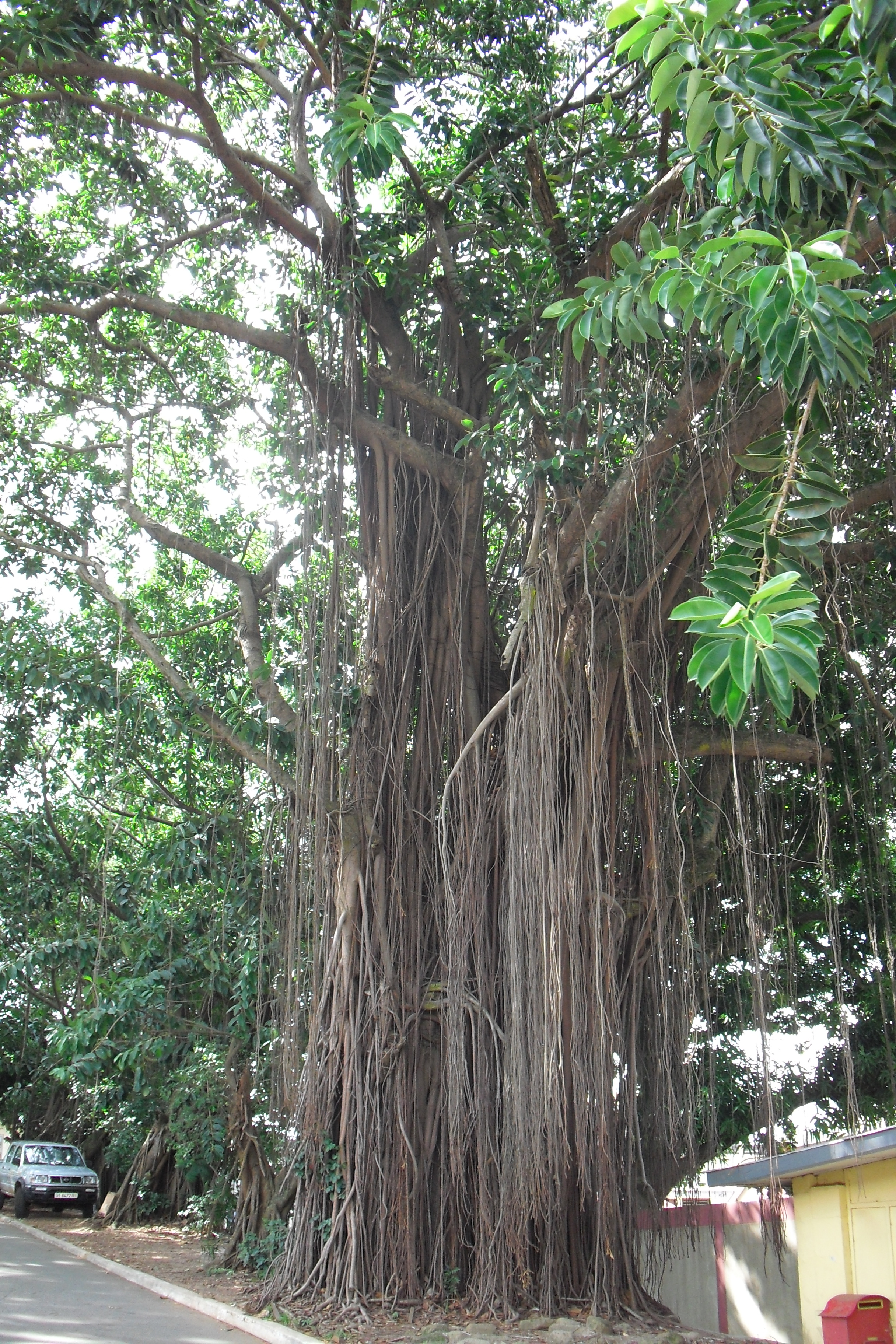
A huge Ficus elastica a Ghana amb arrels aèries.